# Запуже-при-Рибниці
Запуже-при-Рибниці (словен. Zapuže pri Ribnici) — поселення в общині Рибниця, регіон Південно-Східна Словенія, Словенія.